# Ígor Kachurin
Ígor Kachurin –en ruso, Игорь Качурин– (1967) es un deportista soviético que compitió en halterofilia. Ganó una medalla de oro en el Campeonato Europeo de Halterofilia de 1992, en la categoría de 110 kg.

## Palmarés internacional
| Representando a la CEI |                     |                |           |
| Campeonato Europeo     |                     |                |           |
| Año                    | Lugar               | Medalla        | Categoría |
| 1992                   | Szekszárd (Hungría) | Medalla de oro | 110 kg    |